# باکلان کوتوله

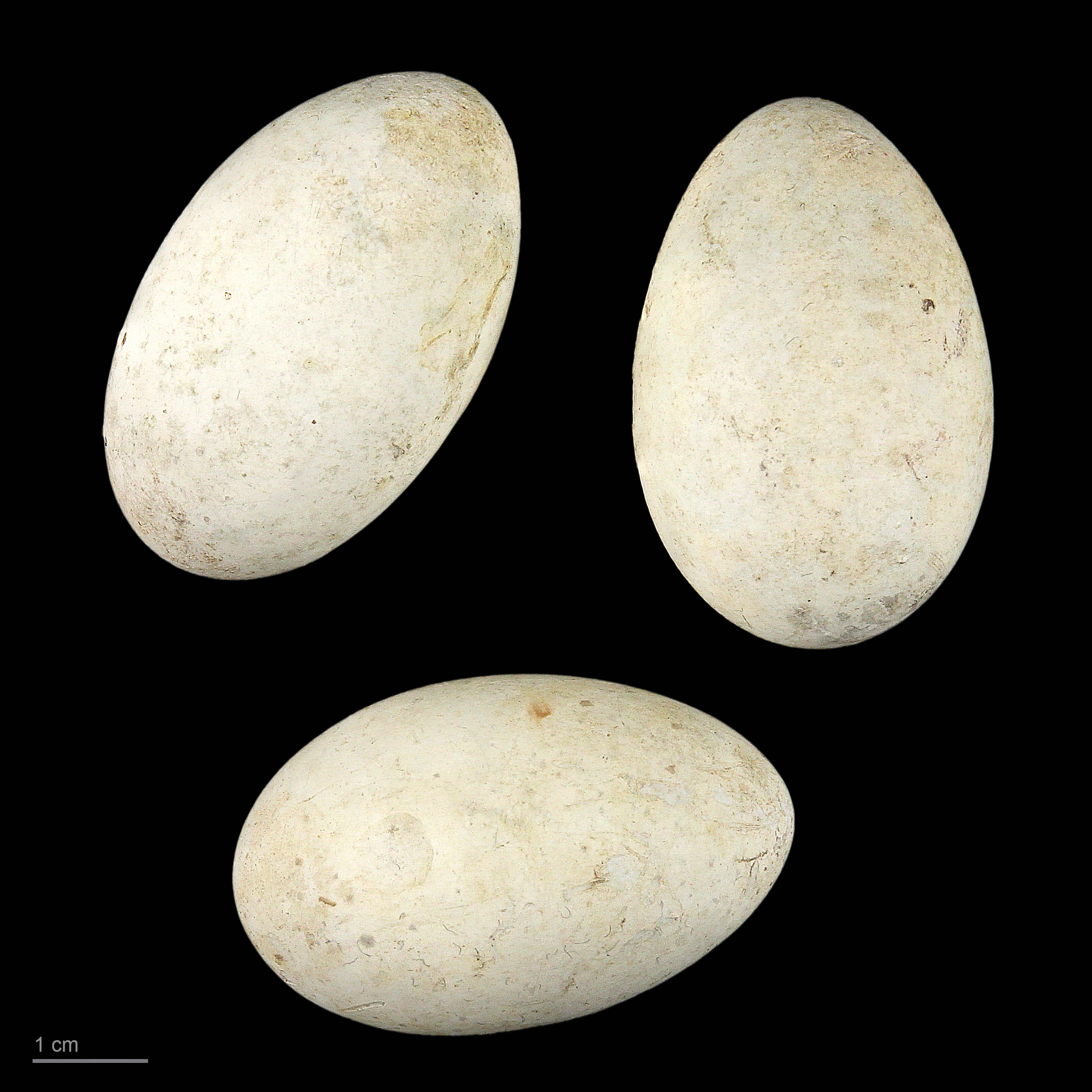
Microcarbo pygmeus

باکلان کوتوله (نام علمی: Microcarbo pygmeus) نام یک گونه از تیره باکلانان است که به تعداد فراوان در جنوب شرقی اروپا و جنوب غربی آسیا زندگی می‌کند.

## ویژگی‌ها
باکلان کوتوله ۴۸ سانتیمتر طول دارد و آبزی است. جثهٔ آن از باکلان بزرگ بسیار کوچکتر است. اندازه نرها از ماده اندکی بزرگتر است و دودیسی جنسی دیده نمی‌شود. دم این پرنده به نسبت بلند و گردنش کوتاه است. در پاییز و زمستان، نیمهٔ بالایی سر و گردن پرندهٔ بالغ به رنگ قهوه‌ای تیره در می‌آیند و تعدادی پر سیاه در پیشانی طاهر می‌شود. در این هنگام رنگ نوک و چشم‌ها به ترتیب قهوه‌ای سیاه و تیره رنگ می‌شوند. در تابستان‌ها اما سر هر دو جنس به رنگ قهوه‌ای مسی می‌شود و پر و بال نیز به رنگ سیاه مایل به سبز براق. خال‌های سفیدی نیز در پشت بال‌ها پدیدار می‌شوند. پرنده‌های نابالغ، چانه سفید، گلو و سینه قهوه‌ای و زیر تنه سفید مایل به قهوه‌ای دارند.

## زیستگاه
باکلان کوتوله اغلب در آب‌های درون خشکی مناطق جنوب شرقی و غرب دیرین‌شمالگان (Palearctic) در مناطق به نسبت گرم تالابی، کرانه‌های دریا و رودخانه‌ها به سر می‌برد و به صورت گروهی در بوته‌های مناطق مردابی تخم‌گذاری می‌کند. در ایران، این پرنده به تعداد اندک تا متوسط در تالاب‌های دز و کرخه، هورالعظیم، انزلی؛ میانکاله و تالاب‌های فارس و سیستان دیده شده و در بعضی از آنها تولید مثل می‌کند. به صورت اتفاقی در تالاب‌های شمال شرق کشور نیز گزارش شده است.